# Paul Schroeder
Pour les articles homonymes, voir Schroeder.
Ne doit pas être confondu avec Paul Schröder.
Paul W. Schroeder, né le 23 février 1927 et mort le 6 décembre 2020,, est un historien américain, professeur émérite d'histoire à l'université de l'Illinois.

## Œuvres
- The Axis Alliance and Japanese-American Relations, 1941
- Metternich's Diplomacy at Its Zenith, 1820-1823, 1962
- Austria, Great Britain, and the Crimean War: The Destruction of the European Concert, 1972
- The Transformation of European Politics, 1763-1848, 1994